# Onno Klopp

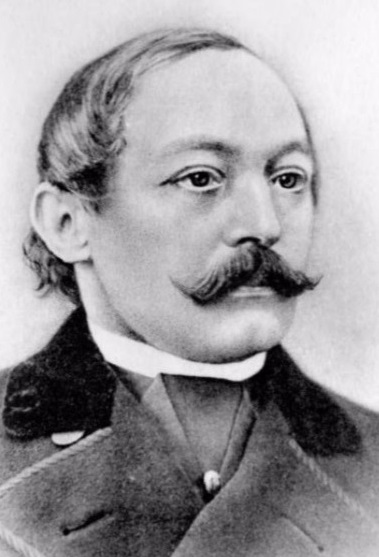
Onno Klopp (um 1860)

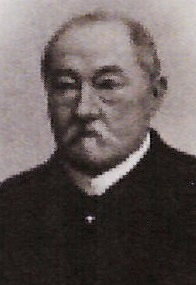
Onno Klopp (um 1900)

Onno Klopp (* 9. Oktober 1822 in Leer/Ostfriesland; † 9. August 1903 in Penzing b. Wien) (Pseudonym: J. Vota) war ein deutsch-österreichischer Publizist und Historiker.

## Leben und Werk
Klopp war das fünfte von zwölf Kindern des Kaufmanns und Bünting-Mitinhabers Weert Klopp (1791–1833) und seiner Ehefrau Henriette Verford (1796–1885). Nach seiner schulischen Ausbildung in Leer und Emden studierte Klopp von 1841 bis 1845 in Bonn, Berlin und Göttingen die Fächer Philologie, Evangelische Theologie, Geschichte und Philosophie. In Bonn schloss er sich dem Corps Guestphalia an. In Göttingen bestand er 1845 die Prüfungen für das Höhere Lehramt; die Promotion in Jena erfolgte in Abwesenheit. Klopp ging als Lehrer an das Ratsgymnasium Osnabrück, wo er bis zum Sommer 1858 unterrichtete und in dieser Zeit auch journalistisch-schriftstellerisch tätig war. Während der Märzrevolution 1848 unterstützte Klopp noch die Demokraten, doch änderte er diese Haltung in der folgenden Zeit grundsätzlich. 1852 begann er mit der Arbeit an einer „Ostfriesischen Geschichte“, die in den Jahren 1854 bis 1858 in drei Bänden erschien.
Im September 1848 heiratete Klopp Agnes Adelgundis Franziska Beckmann (* 1832; † 16. Oktober 1894). Das Paar hatte fünf Töchter (Justina, Mathilde, Henriette und Agnes; die fünfte war vermutlich vor 1894 verstorben) und zwei Söhne (Wiard und Ernst August). Seine Ehefrau war Trägerin des Päpstlichen und Ehrenzeichens Pro Ecclesia et Pontifice.
1858 kam Klopp nach Hannover. Durch seine antipreußische Haltung fiel er König Georg V. auf und wurde 1861 mit der Edition der staatswissenschaftlichen Werke von Gottfried Wilhelm Leibniz beauftragt. 1865 wurde Klopp zum Archivreferenten für die hannoverschen Staatsarchive ernannt. Im Jahr darauf assistierte er König Georg V. als Sekretär und Kurier im Krieg gegen Preußen.
Nach der Niederlage Österreichs und Hannovers im Deutschen Krieg von 1866 flüchtete Klopp wie der entthronte König von Hannover (dessen Historiograph er während des Krieges gewesen war) nach Wien. Nach 1871 – seit 1872 österreichischer Staatsbürger – intensivierte Onno Klopp wieder seine historisch-literarische Arbeit. 1873 konvertierte er zur katholischen Kirche. 
Sechs Jahre lang, von 1876 bis 1882, unterrichtete er in Wien den späteren Thronfolger Franz Ferdinand (damals schlicht Erzherzog Franz) in Geschichte. Dessen Mitschriften wurden nach dem Tod Klopps 1912 unter dem Titel „Politische Geschichte Europas“ veröffentlicht.
Im Sommer 1903 erkrankte Onno Klopp schwer. Ende Juli trat eine Verschlimmerung infolge einer doppelseitigen Lungenentzündung ein. Außerdem war er bewusstlos. Am 9. August 1903 starb er in seiner Wohnung in der Einwanggasse 28, damals im 13. Wiener Gemeindebezirk (Hietzing).
Auf dem Weg zur Beisetzung am 11. August 1903 auf dem Penzinger Friedhof folgte direkt hinter dem Sarg Flügeladjutant Oberstleutnant von Gelb als Vertreter des Thronfolgers Franz Ferdinand. Zu den Ehrungen anlässlich seines Todes gehörten Kondolenzen insbesondere von Erzherzogin Marie Therese von Braganza, Ernst August von Hannover und seiner Frau Marie von Sachsen-Altenburg (Herzog und Herzogin von Cumberland) sowie Albrecht Herzog von Württemberg. Auch der Wiener Bürgermeister Karl Lueger hatte kondoliert.
Klopp gilt aus heutiger Sicht als der letzte „Haushistoriograph“ der Welfen. In seinen zahlreichen publizistischen Arbeiten übte er scharfe Kritik an der preußischen Politik und insbesondere an den „kleindeutschen Geschichtsbaumeistern“, jenen zumeist preußischen Historikern wie Heinrich von Sybel oder Ludwig Häusser, die in ihren Arbeiten ein kleindeutsches Geschichtsbild im Vorfeld der deutschen Reichsgründung propagierten. Obwohl Klopps historische Arbeiten ohne Zweifel den methodischen Kriterien der Geschichtswissenschaft entsprachen, geriet er dadurch in eine Außenseiterrolle, die sich naturgemäß noch verstärkte, als Hannover 1866 nach dem Krieg von Preußen annektiert wurde. Dies änderte sich auch nach seiner Flucht nach Wien nicht, wo er nach seinem Übertritt zum Katholizismus 1873 nunmehr in überaus scharfer Form ein von den politischen Ereignissen überholtes großdeutsch-habsburgisches Geschichtsbild vertrat.

## Ehrungen
- Der hannoversche Archivrat wurde laut dem Adressbuch der Königlichen Haupt- und Residenzstadt Hannover für 1866 mit der Goldenen Ehrenmedaille für Kunst und Wissenschaft ausgezeichnet.[13]
- König Georg V. verlieh ihm im März 1866 das Ritterkreuz zweiter Klasse, im Mai 1869 das Ritterkreuz erster Klasse des Ernst-August-Ordens[14] sowie 1871 das Ritterkreuz des Guelphen-Ordens (1863 bereits den Guelphen-Orden vierter Klasse).[15]
- 1875 verlieh ihm Papst Pius IX. das Ritterkreuz, 1885 Papst Leo XIII. das Kommandeurkreuz des Gregoriusordens.[16] 1889 erhielten Onno und Agnes Klopp außerdem das Ehrenkreuz Pro Ecclesia et Pontifice.[17]
- Zum 80. Geburtstag 1902 verlieh ihm Kaiser Franz Joseph I. das Kommandeurkreuz des Österreichisch-kaiserlichen Leopold-Ordens.[18]
- Nach ihm ist seit 18. Mai 1904 in Wien-Penzing (14. Bezirk) die Onno-Klopp-Gasse benannt[19], außerdem eine Straße in seiner Geburtsstadt Leer, die Onno-Klopp-Straße.

## Werke
- Die Reform der Gymnasien in Betreff des Sprachunterrichts. Reichenbach, Leipzig 1848. – Volltext online.
- Andreas Grÿphius als Dramatiker. S.n., s. l. (1850). – Volltext online.
- Geschichten und Charakterzüge der deutschen Kaiserzeit von 843–1125. Weidmann, Leipzig 1852. – Volltext online.
- Leben und Thaten des Admirals de Ruiter. Rümpler, Hannover 1852. – Volltext online.
- Geschichte Ostfrieslands, Hannover 1854–1858
  - bis 1570 Band 1
  - 1570–1751 Band 2
  - 1744–1815 Band 3
- Studien über Katholizismus, Protestantismus und Gewissensfreiheit in Deutschland. Hurter, Schaffhausen 1857. – Volltext online.
- Wird Deutschland wieder katholisch werden? Schaffhausen 1859.
- —, Adelbert Hotzen: Geschichte und Beschreibung der Stiftskirche St. Materniani zu Bücken. Mit zwei Holzschnitten. Culemann, Hannover 1860. – Volltext online.
- Der König Friedrich II. von Preussen und die deutsche Nation. Hurter, Schaffhausen 1860. – Volltext online.
- Tilly im Dreißigjährigen Krieg (2 Bände), Stuttgart 1861 Band 1, Band 2
- Zur Beurtheilung Friedrichs des Großen. Mohr, Heidelberg 1862. – Volltext online.
- Die deutsche Nation und der rechte deutsche Kaiser. Herder, Freiburg im Breisgau 1862. – Volltext online.
- Die gothaische Auffassung der deutschen Geschichte und der Nationalverein. Mit Beziehung auf die Schrift des Herrn von Sybel: Die deutsche Nation und das Kaiserthum. Klindworth, Hannover 1862.– Volltext online.
- Offener Brief an den Herrn Professor Häusser in Heidelberg, betreffend die Ansichten über den König Friedrich II. von Preußen. Mit einem Nachtrage. Klindworth, Hannover 1862.– Volltext online.
- anonym (d. i. Onno Klopp): "Briefe über Großdeutsch und Kleindeutsch. Hannover, gedruckt bei Klindworth, 1863.
- Kleindeutsche Geschichtsbaumeister. Herder, Freiburg im Breisgau 1863. – Volltext online.
- Die Politik der königlich hannöverischen Regierung in der deutsch-dänischen Frage. Klindworth, Hannover 1864. – Volltext online.
- Die Hannoversche zweite Kammer am 30. April 1864 und das englische Blaubuch. Klindworth, Hannover 1864. – Volltext online.
- Leibniz der Stifter gelehrter Gesellschaften. Vortrag bei der 23. Versammlung Deutscher Philologen und Schulmänner zu Hannover gehalten. Teubner, Leipzig 1864. – Volltext online.
- Wer ist der wahre Erbfeind Deutschlands? Weiß (Druck), München 1868. – Volltext online.
- Die Hannoveraner vor Eisenach am 24. Juni 1866. Offenes Sendschreiben als Antwort an den koburgischen Minister Herrn von Seebach. Braumüller, Wien 1869. – Volltext online.
- Der evangelische Oberkirchen-Rath in Berlin und das Concil. Herder, Freiburg im Breisgau 1869. – Volltext online.

- Das preußische Verfahren in der Vermögenssache des Königs von Hannover. Mit Actenstücken. Braumüller, Wien 1869. – Volltext online.
- Der Fall des Hauses Stuart und die Sukzession des Hauses Hannover in Großbritannien und Irland im Zusammenhange der europäischen Angelegenheiten von 1660–1714. 14 Bände. Braumüller, Wien 1875–1888. – Band 1, Band 2, Band 5, Band 7, Band 8, Band 9, Band 10, Band 11, Band 12, Band 13, Band 14.
Neuausgabe: Bibliobazaar 2009, ISBN 978-1-110-16920-7 (englisch).
- Die Frage der Unterrichtsfreiheit in Österreich. Wien 1877.
- König Georg V. Hannover 1878.
- Das Jahr 1683 und der folgende Türkenkrieg bis zum Frieden von Carlowitz 1699. Styria, Graz 1882.
- Deutschland und die Habsburger. Aus dem Nachlaß herausgegeben und bearbeitet von Dr. phil. Leo König, Graz/Wien 1908.
- J. Vota (= O. Klopp), Der Untergang des Ordensstaates Preußen und die Entstehung der preußischen Königswürde. Kirchheim, Mainz 1911. Hrsg. von Wiard Klopp.
- Politische Geschichte Europas seit der Völkerwanderung.Vorträge. Zwei Bände. Kirchheim, Mainz 1912.